# 金福宮
金福宮是位於臺灣新北市瑞芳區金瓜石的土地公廟，始建於日治明治二十九年（1896年），位於新北市立瓜山國小操場旁邊。

## 沿革
1870年以降，瑞芳地區發現煤礦與金礦，吸引許多人前來採礦。因採礦工作具有風險，居民祭祀掌管土地的福德正神做為精神依靠。
明治二十九年（1896年）瑞芳本山礦山石腳（本山北段、大金瓜露頭以下）地區居民因感恩神明庇佑，決定共同集資在煉瓦工場小山丘中央（今新北市立瓜山國小操場）建廟，福德正神神像以石塊雕刻而成，於農曆八月十五舉行進座大典，恭稱土地公廟，為金福宮創建之始。
昭和九年（1934年）由於煉瓦工場拆除作為金瓜石公學校校地、旁邊小山丘整地為操場之故，在地頭人黃仁祥與鑛山事務所協議在操場東側新建廟宇，並正式命名「金福宮」。昭和十年（1935年）由於公學校擴大面積、操場下推1公尺，廟宇遂遷至今址，由日本鑛業株式會社代為興建，為目前之舊廟。
戰後民國69年（1980年）因空間不足，經請示神明後，於舊廟旁重建新廟。
金福宮相傳在過去採金時期曾指引礦體所在位置、保佑採礦順利，靈驗事蹟甚多，故亦有「財神土地公」之稱。

## 香火分靈
明治三十三－三十四年（1900至1901年）間，因此廟鄰近的五號寮人口增加、聚落擴張，部分居民遷移到基隆山下及九份路頭，遂向金福宮分靈土地公奉祀，為現今的雙板橋慶福宮（位在瓜山里，金瓜石溪左岸）與三安福興宮（位在石山里，接近九份隔頂）。
另，金福宮奉祀之天上聖母為民國57年（1968年）自麥寮拱範宮分靈。

## 扶鸞
民國54年（1965年）金福宮成立鸞生會並設置鸞場，每月農曆初一、十五為信徒指點迷津，是目前金瓜石地區少數提供扶鸞的宮廟。每年農曆二月、十月的祈安禮斗法會亦由扶鸞擇定日期，為信徒豎斗祈福。
此廟左廂房功德堂供奉歷代鸞生牌位。 